# Noël Duvivier
Noël Léon Duvivier (Carnières, 23 december 1912 - 28 mei 1981) was een Belgisch volksvertegenwoordiger, senator en burgemeester.

## Levensloop
Duvivier was de jongste van de negen kinderen van Alphonse Duvivier (1865-1920) en Clémentine Pelders (1871-1920). Hij trouwde in 1934 met Yvonne Gilboux en ze hadden twee dochters. Hij volgde lager onderwijs in Morlanwelz en behaalde via avondonderwijs een diploma in de mijnbouw. In 1927 ging Duvivier als mijnwerker aan de slag bij de koolmijnen van Monceau-Fontaine in Monceau-sur-Sambre, waar hij bleef werken tot in 1945.
Hij militeerde voor de afdeling van de christelijke jongerenbeweging JOC in Carnières en was er de voorzitter van. In 1934 sloot hij zich aan bij de ACV en in 1937 werd hij voorzitter van de christelijke arbeidersbeweging Ligue des travailleurs chrétiens in Carnières. Als vakbondsafgevaardigde van de Centrale voor Vrije Mijnwerkers binnen het ACV werd Duvivier in september 1945 bestendig secretaris van de Federatie van Christelijke Vakbonden in de Centrestreek. In februari 1948 volgde hij René Pêtre op als bestendig verantwoordelijke van de Centrale voor Vrije Mijnwerkers in de Centrestreek, een functie die Duvivier zou bekleden tot aan zijn verkiezing tot parlementslid in 1954.
De politieke carrière van Noël Duvivier vatte aan in Carnières, waar hij van 1949 tot 1974 voorzitter was van de plaatselijke afdeling van de PSC en van 1964 tot aan zijn overlijden in 1981 voorzitter van de christelijke mutualiteit Saint-Joseph  was . Van 1958 tot 1976 zetelde hij er in de gemeenteraad, in januari 1971 was hij er twee dagen schepen en meteen daarna legde hij de eed af als burgemeester van de gemeente. Duvivier was burgemeester tot 1 januari 1977, toen Carnières door fusie in de gemeente Morlanwelz opging.
In april 1954 werd Duvivier voor het arrondissement Thuin verkozen tot lid van de Kamer van volksvertegenwoordigers. Hij bleef er zetelen tot aan de verkiezingen van mei 1965, waarbij hij niet herkozen raakte. In april 1968 werd hij provinciaal senator voor Henegouwen, wat Duvivier bleef tot november 1971. Als parlementslid zetelde hij in de commissies Arbeid, Tewerkstelling en Sociale Voorzorg, Gezin en Huisvesting. Ook verdedigde hij de belangen van mijnwerkers en nam hij bijvoorbeeld deel aan de parlementaire debatten rond de mijnramp van Marcinelle in augustus 1956.
Duvivier overleed in mei 1981 aan de gevolgen van de mijnwerkersziekte silicose. Er is sinds 2000 een Rue Noël Duvivier in Carnières-Morlanwelz.